# 大岡山・千住連続殺人事件
大岡山・千住連続殺人事件（おおおかやま・せんじゅれんぞくさつじんじけん）は1925年（大正14年）9月5日と1928年（昭和3年）8月19日に、東京府荏原郡碑衾町（現：東京都目黒区）大岡山と東京府南足立郡千住町（現：東京都足立区千住）で発生した、同一犯による一家殺人事件である。最初の事件について当初逮捕した容疑者が犯人ではなかったことが後に判明し、第二の事件の容疑者の供述から同一犯による犯行であることが発覚した。

## 事件

### 大岡山の事件
1925年9月5日午後、荏原郡碑衾町にある女優・中山歌子宅で戸締りがされたまま家の出入りがなく、不審に思った近所の住民により彼女の義妹のA（23歳）と夫のST（25歳）と養女のF（29歳）の3人の遺体が発見された。3人は布団の上で死亡しており、状況から一家心中と思われたが、司法解剖の結果3人とも絞殺されたことが判明、家からは銀行の預金通帳と印鑑、財布などがなくなっており、物盗りによる犯行と推定された。盗まれた通帳を使って520円が引き出されていたことも判明し、応対した銀行員の話では40代前後のみすぼらしい洋服を着て、片目に眼帯をしていたという。
その1年後の1926年9月26日に貸金業者のTR（28歳）が詐欺被害にあったとして日暮里警察署に告訴状を提出したが、その後に詳しい事情を聞こうと署員が呼び出しても全く応じなかったため、不審に感じた警察がTの自宅に出向くとTは不自然なまでに怯えていた。隠し事があると考えた警察はTを連行して追及した。取り調べに対してTは、過去に1000円の詐欺を働いたことがあると自白した。告白後もTは怯えており、警察はまだ余罪があるとみて調査をおこない、Tがよく寝泊まりしていたという友人男性に確認したところ、Tは真夜中になると突然大きな唸り声を発し「悪かった、悪かった、何とも申し訳ない。どうか勘弁してくれ」などと不気味な寝言を言っていたことが判明した。警察が改めてTを取り調べた結果、9月28日に突然「大岡山の3人殺しは自分がやった」と自白、その後に新聞で広く報道された。
Tは予審のため市ヶ谷刑務所に収監されたが、収監中に結核を患い1928年1月26日に死去した。
その後にTは大岡山の事件に全く関与していないことが判明、後にTは大岡山の事件の3年前の1922年12月30日に桐ヶ谷の洋品店一家が惨殺されて未解決となった桐ヶ谷洋品店一家6人殺害事件の犯人で、桐ヶ谷の事件を隠蔽するために自白したのではないかと考えられた。

### 千住の事件
1928年8月21日23時40分頃、南足立郡千住町中組の醤油屋一家でYK（50歳）の妻のM（43歳）と雇い人のWK（16歳）が絞殺されているのを、偶然訪ねてきた夫婦の親戚が発見して、警察は強盗殺人として捜査を進めた。
捜査を進めたところ、一家の借家に住み家賃を滞納していた他、YKから多額の借金をしていた自動車運転手の五味鐵雄が事件に関与しているとみて追及。8月27日に運転手仲間の田中藤太と共謀し犯行に及んだと自供した。
五味の供述によればYKに借金を返済するように催促されたことから、同月19日午後に「金を返済する」とKを田中の家に呼び出し、田中が口を塞いでる間に五味が首を絞めて殺害、その後に2人でY宅へと行き、MとWKを絞殺し21日夜にYKの遺体を行李に詰め川に遺棄した。警察は強盗殺人、死体遺棄容疑で2人を逮捕した。

### 大岡山事件との関係
五味の妻は中山歌子宅で絞殺されたSTの姉であり、事件当時に取り調べを受けていた。改めて五味を徹底的に追及したところ、当事件も自分と田中による犯行であることを自白、歌子宅から奪われた指輪と時計が五味と田中の家から発見されたことを証拠に2人を強盗殺人罪で再逮捕した。

## 裁判
裁判は1931年3月から東京地方裁判所で始まり、公判で五味は犯行を素直に認め、田中はあくまでも「手伝いに過ぎない」と供述、また五味は「責任は全く感じない」「人殺しは私の終生の仕事で、私は人を殺すために生まれてきたもとの考えています」と発言した。また冤罪のTRについては「ヘマな馬鹿野郎」と罵った。同年4月20日に2人に死刑判決が言い渡された。判決が言い渡された時に五味は「即日死刑執行を願います」と控訴しないことを表明した。田中は五味に無理やり手伝わされた自分までも極刑になるのは納得がいかないとして控訴、上告したがいずれも棄却されて1932年4月5日に刑が確定し、いずれも1933年3月7日に死刑が執行された。